# 陶瓷刀

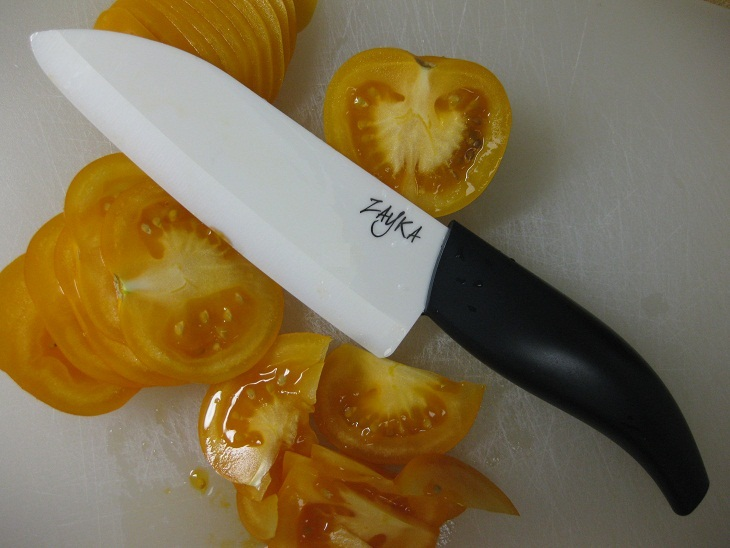
一把陶瓷刀

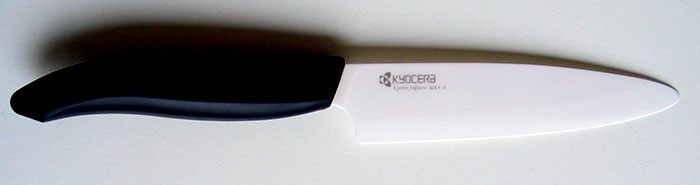
KYOCERA 七釐米陶瓷刀

陶瓷刀是一種用陶瓷材料陶瓷刀片設計的刀具，通常由二氧化鋯（ZrO2;也稱為氧化鋯）製成。這些刀片大多通過使用固態燒結對粉末狀氧化鋯進行乾壓和燒製來生產。氧化鋯在硬度方面排名第二。氧化鋯礦物硬度的莫氏硬度為8.5。與傳統的鋼刀相比，陶瓷刀片具有更堅硬的邊緣，保持鋒利的時間更長。陶瓷刀片通過用金剛石粉塵塗覆的砂輪磨削邊緣而磨刀。

## 性能
陶瓷刀具有耐磨、高密度、高硬度、無毛細孔、不會藏污納垢、非金屬鑄造不會生鏽、切食物無金屬味殘留、輕薄銳利、易拿易切、清洗容易等優點，具有許多金屬製刀具無法取代的特性。
陶瓷刀主要製造原料是二氧化鋯，硬度達到8.7（僅次於世界上最硬的天然物質硬度─鑽石10度和剛玉的9度）。雖其硬度高，但缺乏韌性固脆，所以使用時應避免摔至地面、外力撞擊、除剁刀外則應避免刴或砍等行為，陶瓷刀大多只能切削軟質食材，不可用於有較硬的籽的水果，或是刴切各種帶骨肉，不當使用還是會鈍化，若是操作不當，像是切西瓜卡刀，折斷機率相當高。
基於安保方面的考慮，生產商一般都在刀身內混入金屬粉，使金屬探測器都可以偵測出陶瓷刀，還可以稍為增加其韌性。另外，航安方面，就算是未添加金屬粉末的陶瓷刀亦可被X光機偵測到，故無法帶上飛機。

## 日常应用
陶瓷刀不適合料理需要砍、刴的食物，因此除了骨頭、粗魚刺等較硬之食材不適合使用陶瓷刀料理以外，其它如冷凍肉品、青菜、水果果肉、生魚片、竹筍（不含外殼）、肉類、海鮮、不含殼的貝類等非硬性食物皆可使用。
傳統金屬鑄製的刀具，因其表面有無數毛細孔，因此料理食材時會有湯汁殘留於毛細孔中，且料理食材時金屬製的刀具會有微量的金屬元素，形成異味或金屬味；而陶瓷刀的密度相當高，所以表面無毛細孔且陶瓷材質研製，不會有異味或金屬味。

### 評價
曾為德國ZWILLING、DOVO等刀剪名廠作指導的香港刀王陳當華指出，陶瓷刀掉地上就沒有了，不掉地上也至多能用半年左右，本是早過時的舊東西，只是現在被當新東西賣。

## 工业应用
陶瓷刀具可替代硬质合金刀具，满足制造业对于高速高效加工的需求。中国自1960年代开始生产复合氧化铝刀片，目前年产14～15万片。近年来，氮化硅陶瓷刀也在中国迅速发展起来。